# Pitogo
Pour municipalité de la province de Zamboanga du Sud, voir Pitogo (Zamboanga du Sud).
Pitogo est une municipalité de la province de Quezon, aux Philippines.